# Deichmann
 Der er for få eller ingen kildehenvisninger i denne artikel, hvilket er et problem. Du kan hjælpe ved at angive troværdige kilder til de påstande, som fremføres i artiklen.

Deichmann er et tysk firma der sælger sko og tilbehør. Virksomheden har over hundrede butikker i Tyskland og i hele Europa. I Danmark ligger der Deichmann-skobutikker på større gågader og torve i de store byer samt i flere butikscentre; der er 30 butikker i Danmark. Deichmann er Europas største skobutikskæde.
Deichmann gør en masse for velgørenhed, og noget af butikkens overskud går til forskellige fonde til støtte for den tredje verden. Deichmann er hovedsponsor i EHF Champions League.

## Historien
Det startede i 1913 i et område i Essen-Borbeck i hjertet af Tysklands Ruhr-distrikt. Heinrich Deichmann, født i 1888, åbnede en skomagerforretning og drev den med sin kone, Julie. To generationer og næsten et århundrede senere har virksomheden udviklet sig til Europas førende på markedet. Deichmann er i øjeblikket aktiv i 22 lande med omkring 3.200 lokale butikker og beskæftiger cirka 32.500 ansatte. Deichmann er stadig en familievirksomhed. Op til 1945 blev selskabet formet og begrænset af politik og økonomi i Weimarrepublikken og det efterfølgende tyranni og nazisme. Virksomhedens grundlægger, Heinrich Deichmann, var mod regimet ved magten. Blandt andet kritiserede han forfølgelsen af sine jødiske landsmænd, som han oplevede på tæt hold. Han døde i 1940 i en alder af kun 52. På dette tidspunkt havde Heinz-Horst Deichmann, født i 1926, lejlighedsvis hjulpet i butikken. Hans mor, Julie, vedligeholdt butikken gennem krigsårene. Efter krigen studerede Heinz-Horst Deichmann medicin og teologi. Han fortsatte med at køre familieforretningen sammen med sin mor.

## Butikker i Danmark
| Region             | Antal | By                                                                                                   |
| ------------------ | ----- | --- |
| Region Sjælland    | 1     | Nykøbing Falster                                                                                     |
| Region Hovedstaden | 6     | København (Arne Jacobsens Allé, København V), Ishøj, Greve, Frederikssund, Hillerød, Helsingør       |
| Region Syddanmark  | 8     | Haderslev, Kolding, Vejle, Odense (Ørbækvej, Vestergade), Esbjerg (Vardevej, Kongensgade) Sønderborg |
| Region Midtjylland | 6     | Herning, Horsens, Viborg, Aarhus (M.P. Bruunsgade, Gudrunsvej), Holstebro                            |
| Region Nordjylland | 5     | Aalborg (Vandmanden, Nytorv), Brønderslev, Hjørring, Frederikshavn                                   |

## Lande med Deichmann-sko forretninger
Tyskland

 Østrig

 Polen

 Storbritannien

 Ungarn

 Tjekkiet

 Danmark

 Slovakiet

 Tyrkiet

 Slovenien

 Sverige

 Rumænien

 Kroatien

 Italien

 Litauen

 Bulgarien

 Spanien

Derudover har koncernen butikker under andre navne i Schweiz, Tyskland, USA og Holland.